# Heinz Ueberberg
Heinz Ueberberg, auch Heinrich Ueberberg (* 16. Juli 1925 in Frechen; † 16. Juli 2015 in Biberach an der Riß) war ein deutscher Pathologe und Hochschullehrer.

## Leben
Heinz Ueberberg studierte Medizin an der Universität zu Köln, wo er 1951 im damals in Köln ansässigen Corps Altsachsen Dresden aktiv wurde. 1955 wurde er von der Medizinischen Fakultät der Johannes Gutenberg-Universität Mainz zum Dr. med. promoviert. 1969 habilitierte er sich in Homburg an der Medizinischen Fakultät der Universität des Saarlandes, wo er zum Privatdozenten und 1971 zum Professor für Pathologie ernannt wurde. Ueberberg veröffentlichte circa 130 Aufsätze in wissenschaftlichen Zeitschriften. Im Jahr 1977 war er Mitherausgeber des Reallexikons der Medizin. Ueberberg starb im Juli 2015 an seinem 90. Geburtstag.

## Auszeichnungen
- Ehrencorpsbursch des Corps Altsachsen Dresden[1]

## Schriften
- Untersuchungen über eine mögliche therapeutische Bedeutung von Kobalt allein und in Verbindung mit anderen Substanzen in der Phthisiologie, 1955